# Adel al-Joubeir
Adel ben Ahmed al-Joubeir (arabe : عادل بن أحمد الجبير), né le 1er février 1962 à Al-Majma'ah, est un diplomate et homme politique saoudien. Il est ministre des Affaires étrangères du royaume du 29 avril 2015 au 27 décembre 2018.

## Biographie

### Formation
Né à Al-Majma'ah, au nord de Riyad, il étudie dans son pays, en Allemagne, au Yémen, au Liban et aux États-Unis où il obtient une licence en sciences politiques et économie à l’université de North Texas en 1982 et une maîtrise en relations internationales à l'université de Georgetown en 1984. Il reçoit en 2006 un doctorat honorifique en sciences humaines de l’université de North Texas.

### Carrière diplomatique
En 1987, il intègre le service diplomatique saoudien et est affecté à l'ambassade aux États-Unis, où il devient conseiller spécial de l'ambassadeur Bandar ben Sultan Al Saoud. Au cours de la première guerre du Golfe, en 1991, il devient porte-parole du gouvernement saoudien.
En 1991, il fait partie de la délégation du Conseil de coopération du Golfe à la conférence pour la paix de Madrid, puis de la délégation saoudienne aux discussions pour le contrôle multilatéral des armes de Washington en 1992. En décembre 1992, il est envoyé au sein des forces armées saoudiennes en Somalie avec la Force d'intervention unifiée des Nations unies.
Il accède à la direction du bureau saoudien de l’information et des affaires du Congrès à Washington en 2000. La même année, il est nommé conseiller du prince héritier d’Arabie saoudite en matière d'affaires étrangères.
Il joue un rôle clé dans la stratégie de communication de l'Arabie saoudite aux États-Unis depuis les attentats du 11 septembre. Le 29 janvier 2007, il est nommé ambassadeur d'Arabie saoudite à Washington en remplacement de Tourki ben Fayçal Al Saoud. En 2011, il réchappe à une tentative d’assassinat à Washington, attribuée par Riyad aux agents iraniens de la force Al-Qods.

### Ministre des Affaires étrangères
Le 29 avril 2015, il est nommé ministre des Affaires étrangères en remplacement du prince Saoud ben Fayçal Al Saoud, en fonction depuis quarante ans. Il est le second à accéder à ce poste sans appartenir à la famille royale saoudienne, après Ibrahim ben Abdallah Al Sowayel (en), en poste entre 1960 et 1962. Pour certains, la nomination d’Adel al-Joubeir est le reflet du souhait du royaume de porter à la tête de sa diplomatie un homme capable de s’adresser à une audience occidentale, et particulièrement américaine.
En janvier 2017, Adel al-Joubeir participe à la conférence sur la paix au Proche-Orient organisée à Paris et présidée par Jean-Marc Ayrault. En juin 2017, après la rupture des relations de plusieurs pays du Golfe avec le Qatar, il précise à l’occasion d’une visite à Washington pour rencontrer son homologue américain Rex Tillerson qu’il n’y a pas de blocus contre le Qatar.
Le 27 décembre 2018, il est relevé de son poste par le roi Salmane et rétrogradé au rang de ministre d'État, correspondant à une fonction de secrétaire d'État.

## Vie privée
Il est marié depuis 2009 à Farah al-Fayez, avec qui il a deux enfants.

## Distinctions
- 2002 : Personnalité de la semaine par le Time[10]
- 2006 :  Docteur honoris causa de l'Université de North Texas[11]
- 2007 : Commandeur de l’Ordre du Mérite de la République italienne[12]
- 2009 : Ambassadeur de l’année pour sa contribution aux relations entre les États-unis et l’Arabie saoudite[13]

### Pages liées
- Liste des ministres des Affaires étrangères